# 캐럴라인 로즈
캐럴라인 로즈(Caroline Rose, 1989년 10월 19일 ~ )는 미국의 싱어송라이터이다.

## 음반 목록
- America Religious (2012)
- I Will Not Be Afraid (2014)
- Loner (2018)
- Superstar (2020)